# Bellavista (Huelva)

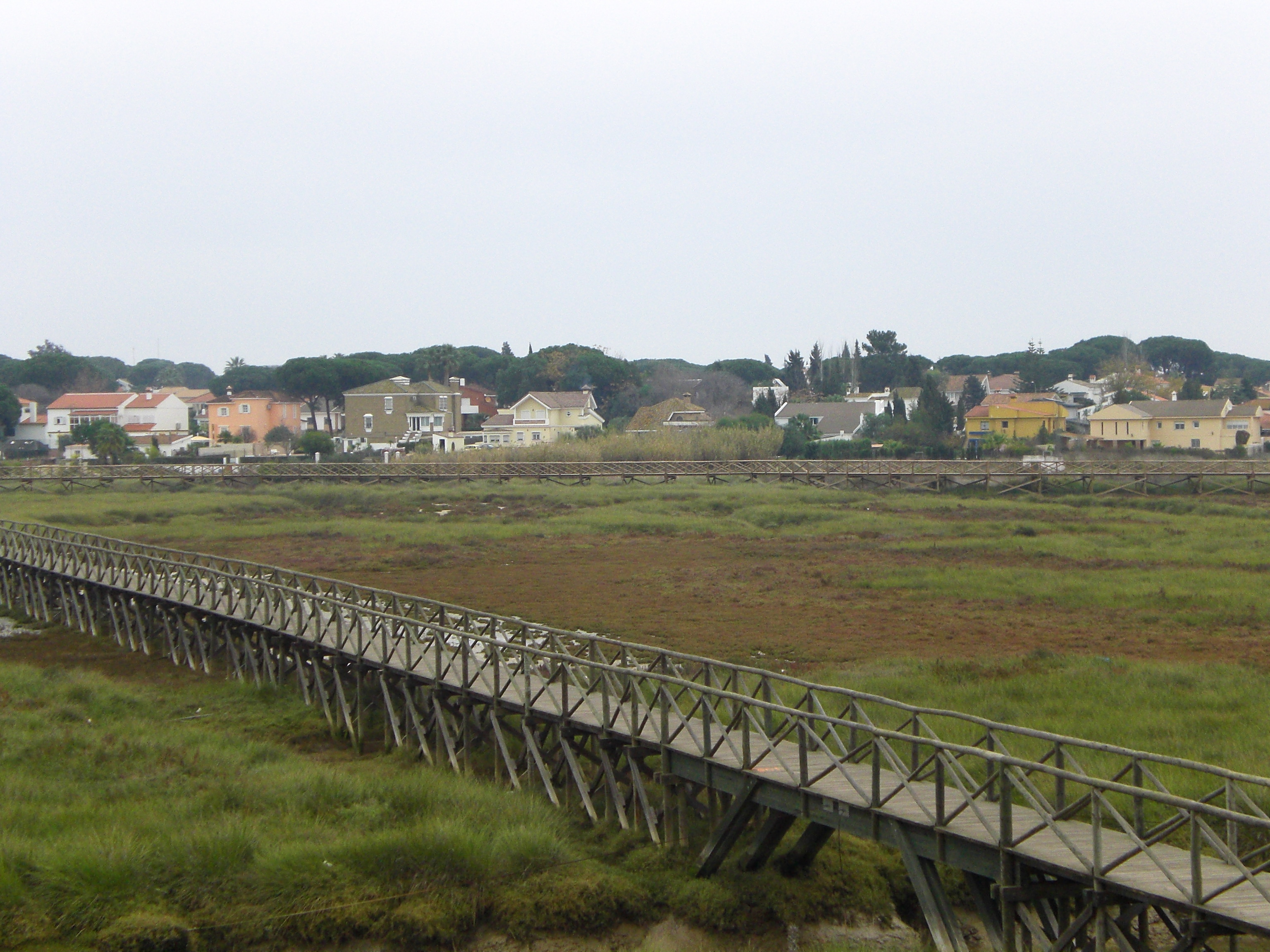
Bellavista, desde Las Cojillas.

Bellavista es un núcleo de población perteneciente al municipio de Aljaraque, en la provincia de Huelva. Se trata de una localidad de dicha ciudad, compuesta por chalets individuales, adosados y algunos bloques de pisos. Además cuenta con un centro comercial, un centro de salud, una farmacia, dos colegios y un gran parque, llamado "Parque Fausto Arroyo".

## Demografía
La población estaba compuesta en el año 2023 por 3164 habitantes, de los cuales 1569 eran varones y 1595 eran mujeres.

## Geografía
Situada en una zona de marismas, se encuentra a 5 km de Huelva y está separada de dicha ciudad por la Ría del Odiel.